# Oerslavisch
Het Oerslavisch of Protoslavisch is de veronderstelde gemeenschappelijke prototaal van de oorspronkelijke Slaven, van waaruit zich in de loop van de zesde eeuw de individuele Slavische talen hebben ontwikkeld.
Het Oerslavisch is een zuiver hypothetische taal, en niemand kan met zekerheid zeggen hoe zij eruitgezien heeft. Taalhistorici hebben het Oerslavisch dan ook vooral gereconstrueerd op basis van gemeenschappelijke elementen van de bestaande Slavische talen, al vertoont het veel overeenkomsten met het Oudkerkslavisch. Het wordt vooral gebruikt in etymologische vergelijkingen met andere Indo-Europese talen.

## Geschiedenis

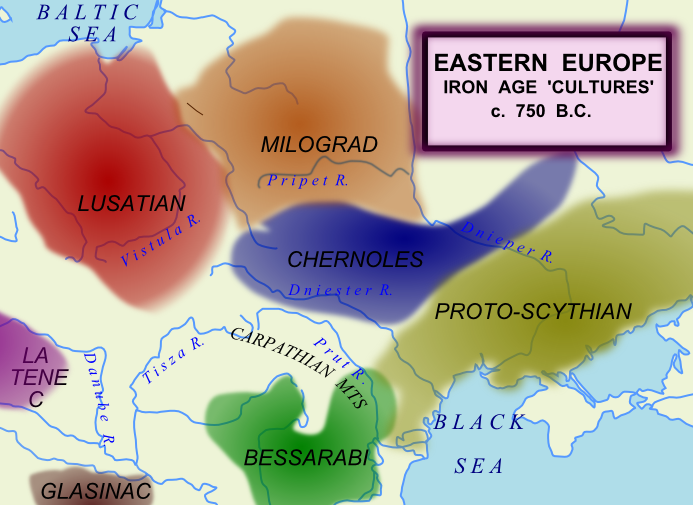
Centraal- en Oost-Europa omstreeks 750 v.Chr.
Tsjornoliscultuur, mogelijk Vroeg-Slavisch
Scythen
Thraciërs
Milogradcultuur, mogelijk Vroeg-Baltisch
Lausitzcultuur

Het Oerslavisch is ontstaan als dialect van het Oerbaltoslavisch, dat ook de voorouder is van de Baltische talen waaronder het Lets en Litouws. Het Oerbaltoslavisch is op zijn beurt een afstammeling van het Oerindoeuropees. Beginnend rond de 5e eeuw hebben de Slavische volkeren zich over grote delen van Oost-Europa verspreid. Tijdens en door deze verspreiding ontwikkelde hun taal zich snel, waardoor ze op het eerste gezicht niet veel overeenkomsten vertoont met de Baltische talen, die veel conservatiever bleven.
Gaandeweg ontwikkelden zich in het Slavisch-sprekende gebied verschillen, de voorlopers van de huidige Slavische talen. De verschillen waren echter in de beginperiode nog klein, en stonden de onderlinge verstaanbaarheid niet in de weg, waardoor nog van één taalgebied gesproken kon worden. Deze periode wordt de Laat-Gemeenslavische periode genoemd. Tegen het einde van deze periode, in de 9e eeuw, werd het Oudkerkslavisch opgetekend als eerste literaire vorm van een Slavische taal. Het vertoonde toen al typisch Bulgaarse kenmerken, maar de missie van de twee broers Cyrillus en Methodius naar het Groot-Moravische Rijk (nu Tsjechië en Slowakije), waar zij hun taal zonder veel problemen gebruikten om het Christelijke geloof te prediken, levert een direct bewijs dat de Slavische talen in die tijd nog grotendeels één geheel vormden.

## Ontwikkeling
Het Oerslavisch net als zijn voorouder het Oerbaltoslavisch is een satemtaal; het heeft dus de Oerindoeuropese palatale medeklinkers *ḱ, *ǵ en *ǵʰ behouden, maar de labiovelaren *kʷ, *gʷ en *gʷʰ hebben hun labiale articulatie verloren en zijn samengegaan met de gewone velaren. Aspiratie is eveneens verdwenen als onderscheidend element, waardoor stemhebbende en geaspireerde stemhebbende medeklinkers samenvielen. De oude palatale medeklinkers hebben zich uiteindelijk ontwikkeld tot sisklanken, *s en *z. Ten slotte vielen in het Oerbaltoslavisch *o en *a samen tot *a, die later in het Laat-Gemeenslavisch weer iets geronder werd en uiteindelijk weer *o werd. De lange klinkers *ā en *ō waren in het Oerbaltoslavisch nog onderscheiden, maar vielen in het Oerslavisch samen tot lange *ā.
Tijdens het Oerslavisch ontstonden twee belangrijke tendensen die grote gevolgen zouden hebben voor het uiterlijk van de taal. Ten eerste ontstond de neiging om palatale articulatie (dat wil zeggen, voor in de mond) te generaliseren over hele lettergrepen, waardoor een lettergreep als geheel palataal (met palatale medeklinkers en voorklinkers) of niet-palataal (met niet-palatale medeklinkers en achterklinkers) werd gearticuleerd. Dit zorgde voor ingrijpende veranderingen in de uitspraak van zowel medeklinkers als klinkers. Een tweede belangrijke tendens was om alle lettergrepen open te maken (in een klinker te laten eindigen). Hierdoor verdwenen medeklinkers aan het einde van lettergrepen, en werden tweeklanken omgevormd tot eenklanken.
Het generaliseren van articulatieplaats veroorzaakte de voor de Slavische talen kenmerkende wisselingen tussen palatale en niet-palatale medeklinkers (in het jargon vaak "zacht" en "hard" genoemd). Deze wisselingen zijn ontstaan door drie verschillende palatalisaties, die tijdens de Oerslavische periode hebben plaatsgevonden. Deze worden de eerste, tweede en derde (of progressieve) palatalisatie genoemd. Over de precieze datering van de palatalisaties is men het niet eens, ook niet hun onderlinge volgorde. Het is dus niet duidelijk of bijvoorbeeld de derde palatalisatie vóór of ná de eerste kwam.

### Eerste palatalisatie
De eerste palatalisatie is de meest ingrijpende geweest. Bij deze ontwikkeling werden velare medeklinkers veranderd in palatale medeklinkers, als de medeklinker gevolgd werd door een voorklinker (te weten *ī, *i, *e, *ę, *ē) of *j. De palatale medeklinkers gingen vervolgens over in sisklanken of affrikaten:
- *k → *č [tʃ]?
- *g → *dž > *ž [ʒ]?
- *x → *š [ʃ]?
- *sk → *šč [ʃtʃ]?
- *zg → *ždž [ʒdʒ]?

De palatalisatie werkte ook omgekeerd: een achterklinker (behalve lange *ā) werd een voorklinker als deze na een palatale medeklinker (vooral *j) kwam. (Een palatale medeklinker wordt hier met een vervangend symbool J aangeduid.)
- *Jo → *Je
- *Je → *Ji
- *Jū → *Jī
- *Joi → *Jei
- *Jou → *Jeu

### Jotatie
Een tijd nadat de eerste palatalisatie had plaatsgevonden, viel *j in de meeste gevallen samen met een voorgaande medeklinker, waardoor deze een meer palatale articulatie kreeg voor zover die dat niet al had. Dit proces wordt "jotatie" genoemd.
- *tj → *ť [cː]?
- *dj → *ď [ɟː]?
- *stj → *šť (→ waarschijnlijk šč)
- *zdj → *žď (→ waarschijnlijk ždž)
- *sj → *š [ʃ]?
- *zj → *ž [ʒ]?
- *lj → [lʲ]?
- *nj → [nʲ]?
- *rj → [rʲ]?

Als de voorgaande medeklinker een van de palatale medeklinkers was die bij de eerste palatalisatie was ontstaan, dan ging de *j eenvoudigweg op in die medeklinker:
- *čj → *č [tʃ]?
- *žj → *ž [ʒ]?
- *šj → *š [ʃ]?
- *ščj → *šč [ʃtʃ]?
- *ždžj → *ždž [ʒdʒ]?

### Veranderingen in klinkers
Na de eerste palatalisatie zette de neiging naar open lettergrepen door. De korte *u en lange *ū verloren hun ronding. Tweeklanken verdwenen en werden lange eenklanken, en een *n of *m aan het einde van een lettergreep verdween en viel samen met de voorgaande klinker, die genasaliseerd werd.
- *ū → *ȳ [ɯː]? of [ɨː]?
- *ou → *ū
- *eu → *(j)ū
- *ei → *ī
- *oi → *ē, soms ook *ī

### Tweede palatalisatie
Het ontstaan van een nieuwe *ē en *ī na een (tot voorheen) niet-palatale medeklinker gaf weer aanleiding tot een nieuwe palatalisatieronde, de tweede palatalisatie. Hierbij werden velare medeklinkers wederom gepalataliseerd als ze gevolgd werden door de nieuwe *ē of *ī (ontstaan uit oudere *oi), maar nu met een andere uitkomst:
- *k → *c [ts]?
- *g → *dz (vaak → *z)
- *x → *s/*š